# ロッキンガム郡 (ノースカロライナ州)
ロッキンガム郡（英: Rockingham County）は、アメリカ合衆国ノースカロライナ州の郡である。人口は9万1096人（2020年）。郡庁所在地はウェントワースであり、同郡で人口最大の都市はイーデンである。ロッキンガム郡は「ノースカロライナ州の北極星」と呼ばれている。

## 歴史

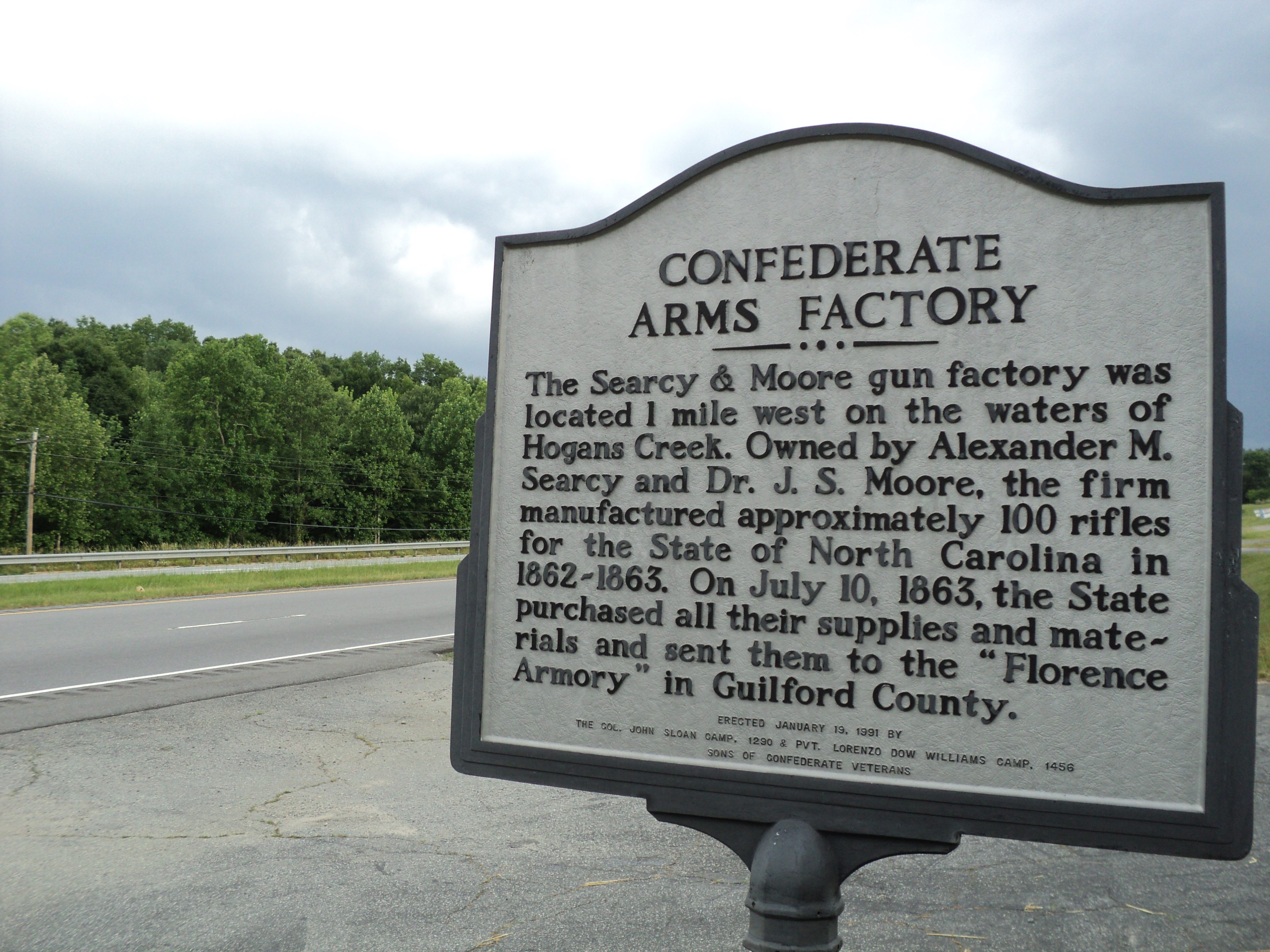
郡内ホーガンズクリーク、サーシー&ムーア銃工場跡を示す歴史標識

ロッキンガム郡は1785年にギルフォード郡から分離して設立された。郡名は、1765年から1766年と、1782年にイギリスの首相を務めた第2代ロッキンガム侯爵チャールズ・ワトソン＝ウェントワースに因んで名付けられた。
グリーンズボロの北西20マイル (32 km) ほど、ロッキンガム郡の小さな村ホーガンズクリークにはサーシー&ムーア銃工場があった。この工場は南北戦争の時に「N.C.ライフルズ」と呼ばれた武器を南軍に支給した。アレクサンダー・M・サーシーとJ・S・ムーア博士が所有し、1862年から1863年に南軍のために100挺ほどのライフルを製造した。

## 郡政府
ロッキンガム郡は、地域自治体の委員会であるピードモント・トライアド自治体委員会のメンバーである。
2011年、新しくロッキンガム郡司法センターが開館した。この4,700万米ドルを掛けた施設は、1世紀以上使われた旧郡庁舎に代わり、郡庁舎、監獄、保安官事務所を入れている。この新しい施設はアメリカ合衆国グリーン・ビルディング委員会のリード・グリーン・ビルディング格付けの認証を得た州内初の司法センターであり、40年間に500万米ドル以上を節約できると見積もられている。この3階建ての建物には359人の従業員と300人の囚人を収容できる。

## 地理
アメリカ合衆国国勢調査局に拠れば、郡域全面積は572平方マイル (1,481 km2)であり、このうち陸地566平方マイル (1,466 km2)、水域は6平方マイル (16 km2)で水域率は1.03%である。
郡内をダン川とホー川が流れている。
リーズビルの北西8マイル (13 km) にはシャイロー空港と呼ぶ市民空港があり、5,000フィート (1,500 m) の舗装滑走路1本、固定ベースの運行機能、ハンガースペースが備えられている。

### 郡区
ロッキンガム郡は11の郡区に分割されている。ハンツビル、イーデン、マディソン、メイヨーダン、ストーンビル、シャイロー、ベサニー、リーズビル、ラフィン、モンロートン、ウェントワースの各郡区である。

### 交通

#### 空港
ロッキンガム郡シャイロー空港は、連邦航空管理局が所有する公共用途空港である。リーズビル市中央事業地区の北西8海里 (15 km)、ストーンビルの町にある。

#### 主要高規格道路
- アメリカ国道29号線
- アメリカ国道158号線
- アメリカ国道220号線
- アメリカ国道311号線
- ノースカロライナ州道14号線
- ノースカロライナ州道65号線
- ノースカロライナ州道68号線
- ノースカロライナ州道87号線
- ノースカロライナ州道135号線
- ノースカロライナ州道150号線
- ノースカロライナ州道700号線
- ノースカロライナ州道704号線
- ノースカロライナ州道770号線

### 隣接する郡
- ピットシルベニア郡 (バージニア州) - 北東
- キャスウェル郡 - 東
- アラマンス郡 - 南東
- ギルフォード郡 - 南
- フォーサイス郡 - 南西
- ストークス郡 - 西
- ヘンリー郡 (バージニア州) - 北西

## 人口動態
以下は2000年国勢調査による人口統計データである。
| 基礎データ - 人口: 91,928人 - 世帯数: 36,989 世帯 - 家族数: 26,188 家族 - 人口密度: 63人/km2（162人/mi2） - 住居数: 40,208軒 - 住居密度: 27軒/km2（71軒/mi2） 人種別人口構成 - 白人: 77.33% - アフリカン・アメリカン: 19.57% - ネイティブ・アメリカン: 0.27% - アジア人: 0.28% - 太平洋諸島系: 0.04% - その他の人種: 1.69% - 混血: 0.83% - ヒスパニック・ラテン系: 3.07% | 年齢別人口構成 - 18歳未満: 23.4% - 18-24歳: 7.6% - 25-44歳: 29.4% - 45-64歳: 24.8% - 65歳以上: 14.8% - 年齢の中央値: 38歳 - 性比（女性100人あたり男性の人口） - 総人口: 93.3 - 18歳以上: 89.8 世帯と家族（対世帯数） - 18歳未満の子供がいる: 30.1% - 結婚・同居している夫婦: 53.6% - 未婚・離婚・死別女性が世帯主: 12.8% - 非家族世帯: 29.2% - 単身世帯: 25.7% - 65歳以上の老人1人暮らし: 10.8% - 平均構成人数 - 世帯: 2.45人 - 家族: 2.93人 | 収入と家計 - 収入の中央値 - 世帯: 33,784米ドル - 家族: 40,821米ドル - 性別 - 男性: 30,479米ドル - 女性: 22,437米ドル - 人口1人あたり収入: 17,120米ドル - 貧困線以下 - 対人口: 12.8% - 対家族数: 10.2% - 18歳未満: 16.3% - 65歳以上: 15.5% |

## 都市と町

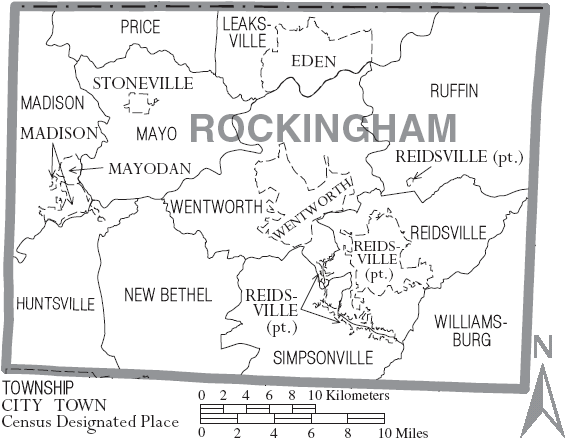
ロッキンガム郡の自治体と郡区

- イーデン
- マディソン
- メイヨーダン
- リーズビル
- ストーンビル
- ウェントワース - 郡庁所在地

### 未編入の町
- ラフィン
- モンロートン
- ベサニー

## 見どころ
ロッキンガム郡の見どころとしては、マディソンに近いダン川とメイヨー川の州立公園、イーデンのリークスビル、奴隷パー、スプレーの歴史的中心街、リーズビルのチンクァ・ペン・プランテーション、歴史的なペン邸宅がある。リーズビル地域で最も有名なのはリーズビル湖である。郡内には歴史的な店舗もある。

## 教育
ロッキンガム郡の公立学校は全てロッキンガム郡教育学区が管轄している。小学校、中学校、高校その他を含め25の学校がある。教育委員会は11人の委員で構成されている。その他ロッキンガム郡アーリーカレッジとロッキンガム・コミュニティカレッジがウェントワースにある。